# Augustin-Daniel Belliard

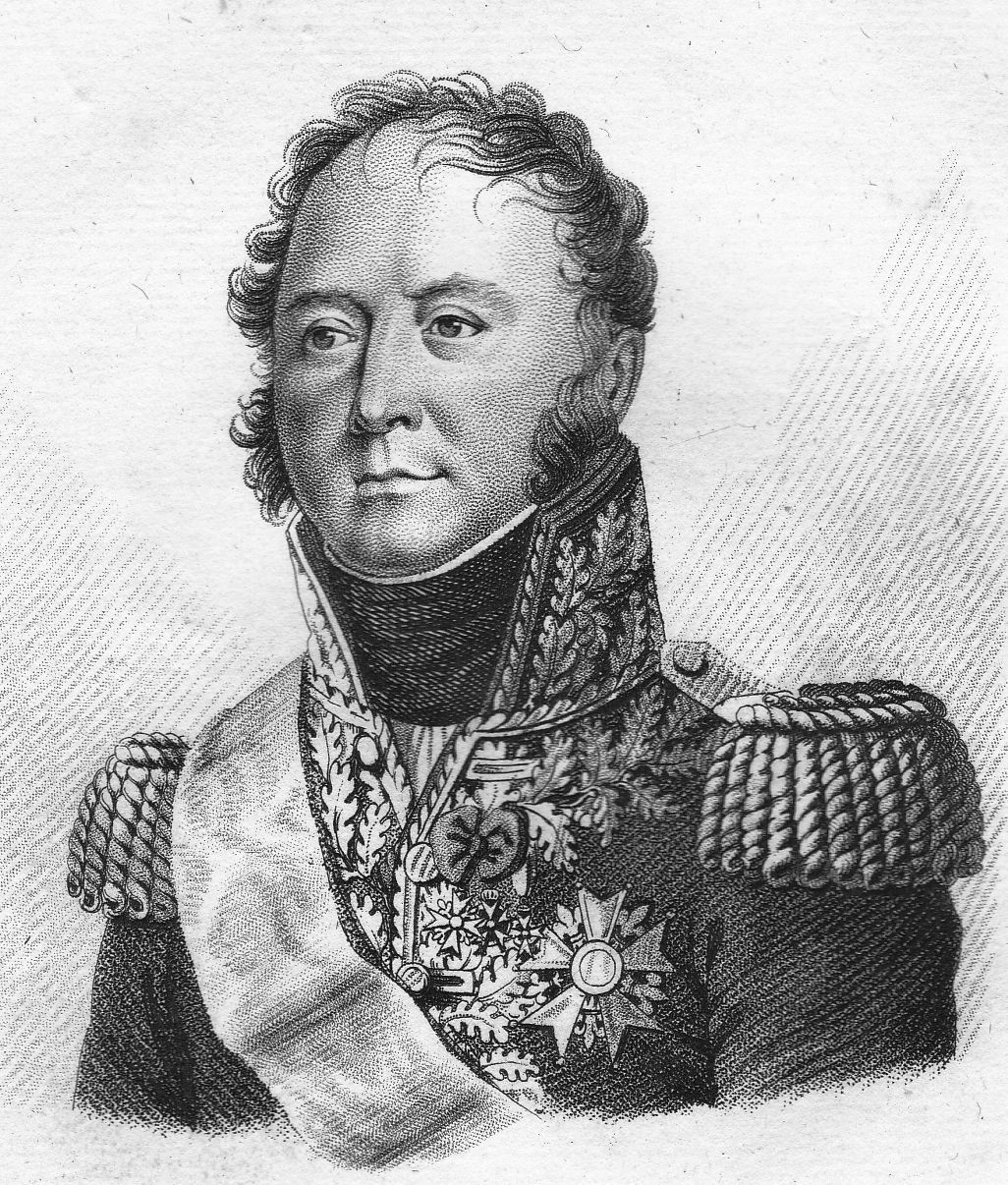
Augustin-Daniel Belliard

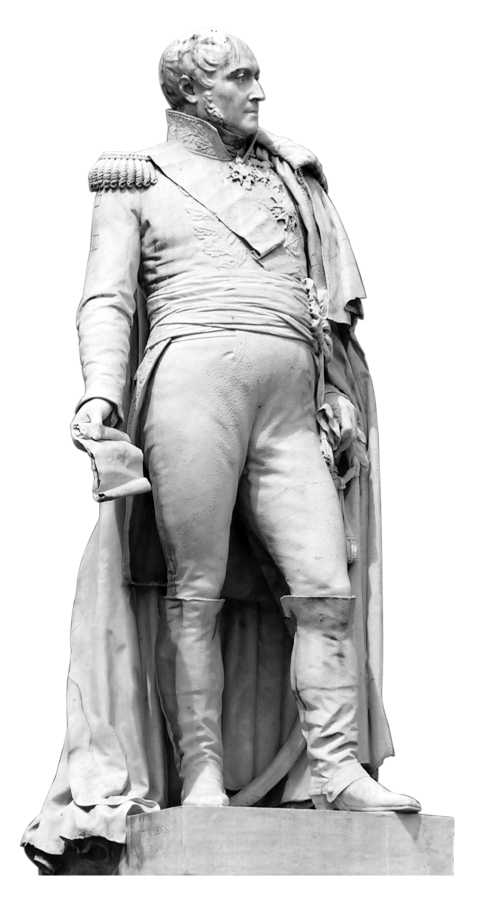
Augustin-Daniel Belliard, Standbild von Willem Geefs

Augustin-Daniel Belliard, comte Belliard et de l’Empire  (* 23. März 1769 in Fontenay-le-Comte, Département Vendée; † 28. Januar 1832 in Brüssel) war ein französischer General.

## Biografie
Belliard zeichnete sich als höherer Offizier zuerst 1792 und 1793 unter Dumouriez in Belgien aus, wurde nach dessen Abfall abgesetzt, trat aber als Gemeiner freiwillig wieder in die Armee, stand 1795 als Generaladjutant und Colonel bei der Westarmee unter Hoche, zeichnete sich in Italien 1796 und 1797 bei Castiglione, Caldiero, Arcole und zu anderen Gelegenheiten durch seine Tapferkeit aus und wurde zum Général de brigade befördert.
Bei der ägyptischen Expedition kämpfte er mit Auszeichnung in der Schlacht bei den Pyramiden, wurde Gouverneur Oberägyptens und drang bis Nubien vor. Nach Bonapartes Abreise dem General Kléber zu Hilfe eilend, schlug er in der Schlacht bei Heliopolis mit seiner Division die feindliche Kavallerie zurück.
Ebenso wirkte Belliard bei der Einnahme Bulals und Kairos mit und verteidigte das letztere, bis er am 27. Juni 1801 zur Kapitulation gezwungen wurde. 1805 wurde er Generaladjutant Murats, kämpfte unter diesem 1805 bis 1807 gegen Österreich, Preußen und Russland und folgte demselben nach Spanien, wo er im Dezember 1808 das Gouvernement von Madrid erhielt.
Im russischen Feldzug 1812 war er abermals Murats Generaladjutant, wurde im Dezember 1812 zum Colonel général der Kürassiere, 1813 zum Generaladjutanten des Kaisers ernannt und kämpfte bei Dresden, Leipzig und Hanau und zog sich, gefährlich verletzt, mit den Überresten der Armee in die Festung Mainz zurück.
Nach der Schlacht bei Craonne (März 1814), wo er sich besonders hervortat und schwere Verwundungen davontrug, wurde er Kommandant der Cavalerie de la Garde impériale.
Ludwig XVIII. erhob ihn zum Pair von Frankreich. Nach der Rückkehr Napoleons I. von Elba folgte Belliard der königlichen Familie nach Beauvais, ging jedoch auf des Königs Geheiß nach Paris zurück und erhielt alsbald von Napoleon eine Mission bei Murat, dann das Kommando der Moselarmee.
Nach der Schlacht bei Waterloo unterwarf er sich Ludwig XVIII. aufs Neue, wurde jedoch von der Liste der Pairs gestrichen und im November 1815, der Teilnahme an einem Komplott zur Befreiung Napoleons verdächtig, verhaftet. Nach einigen Monaten freigelassen, erhielt er 1819 auch die Pairswürde zurück.
In der Pairskammer gehörte er zu denen, welche die reaktionären Bestrebungen des Hofs bekämpften, und schloss sich 1830 der Julimonarchie an. Er wurde nach Wien geschickt, um die Anerkennung Ludwig Philipps zu bewirken, im März 1831 aber nach Belgien, um den neuen Thron Leopolds befestigen zu helfen. Dort machte er sich um die Organisation des Heerwesens verdient und nahm an der Wahl des Königs Leopold sowie an den Verhandlungen wegen dessen Verheiratung teil. Er starb am 28. Januar 1832 in Brüssel. Seine Memoiren wurden herausgegeben von Vinet (Paris 1842, 3 Bde.).

## Ehrungen
Sein Name ist am Triumphbogen in Paris in der 24. Spalte eingetragen.
Eine Straße im 18. Arrondissement von Paris ist nach ihm benannt, wie auch die rue Belliard/Belliardstraat in Brüssel, die mitten durch das Europaviertel führt. Sie verläuft parallel zur Rue de loi vom Parc de Bruxelles vorbei an diversen EU Gebäuden und dem Parc Leopold zum Jubelparc.